# Auto-Muzeum w Gostyniu
Auto-Muzeum w Gostyniu – prywatne muzeum położone w Gostyniu. Jego właścicielami są Jan i Maciej Peda.

## Charakterystyka
Początki kolekcji sięgają lat 60. XX wieku. W latach 70., z uwagi na rozmiary kolekcji, powstała hala muzealna. Aktualnie w skład ekspozycji wchodzą następujące eksponaty:
- samochody:
  - REO Gentelman’s Roadster (1908) – jeden z najstarszych zarejestrowanych samochodów w Polsce
  - Lorraine-Dietrich SMHI (1913) – jedyny zachowany przedstawiciel typu SMH
  - Bugatti T40 (1928)
  - Hanomag Kommissbrot Korbwagen (1928)
  - Studebaker Dictator Six (1928)
  - BMW 315/1 Sport (1934)
  - MG TA (1937) oraz WA Tickford Drophead (1939)
  - Veritas Dyna (1951)
  - Maserati 3500 GTI (1963)
  - Oldsmobile Cutlass Supreme (1979)
  - Willys-Overland (1919)[1]
  - eksponaty w rekonstrukcji: Lancia Aprilia (1940)
- inne eksponaty:
  - lokomobila parowa Ruston, Proctor & Co. (1898)
  - walec parowy „Mikołów” (1948)
  - traktor Lanz 12 PS typ HL (1921)
  - silniki lotnicze: Junkers Jumo 211, PZL WN-3
  - elementy bombowca Boeing B-17 Flying Fortress

Zwiedzanie muzeum jest możliwe po telefonicznym uzgodnieniu z właścicielami.

## Eksponaty

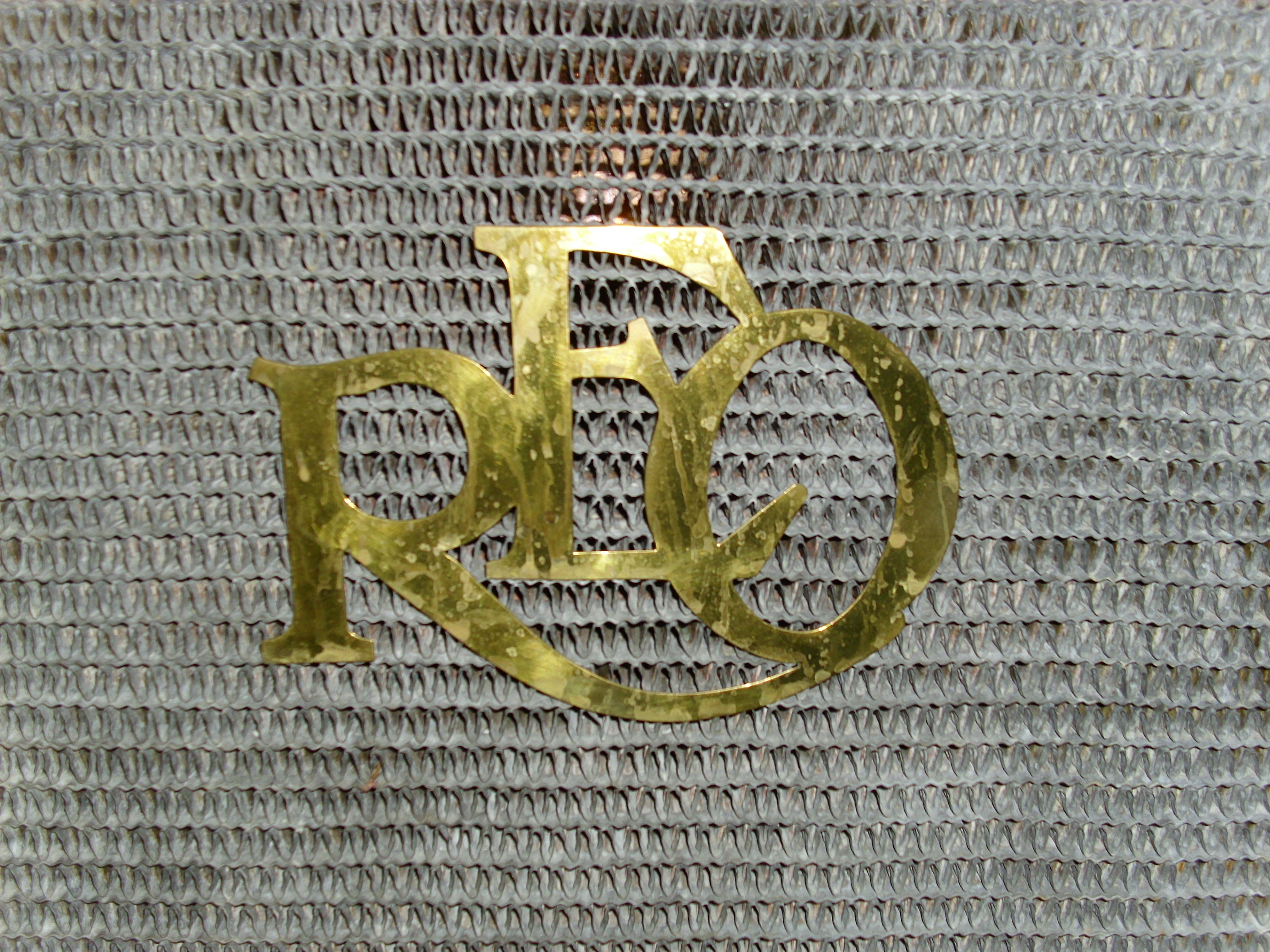
REO Gentelman’s Roadster – emblemat
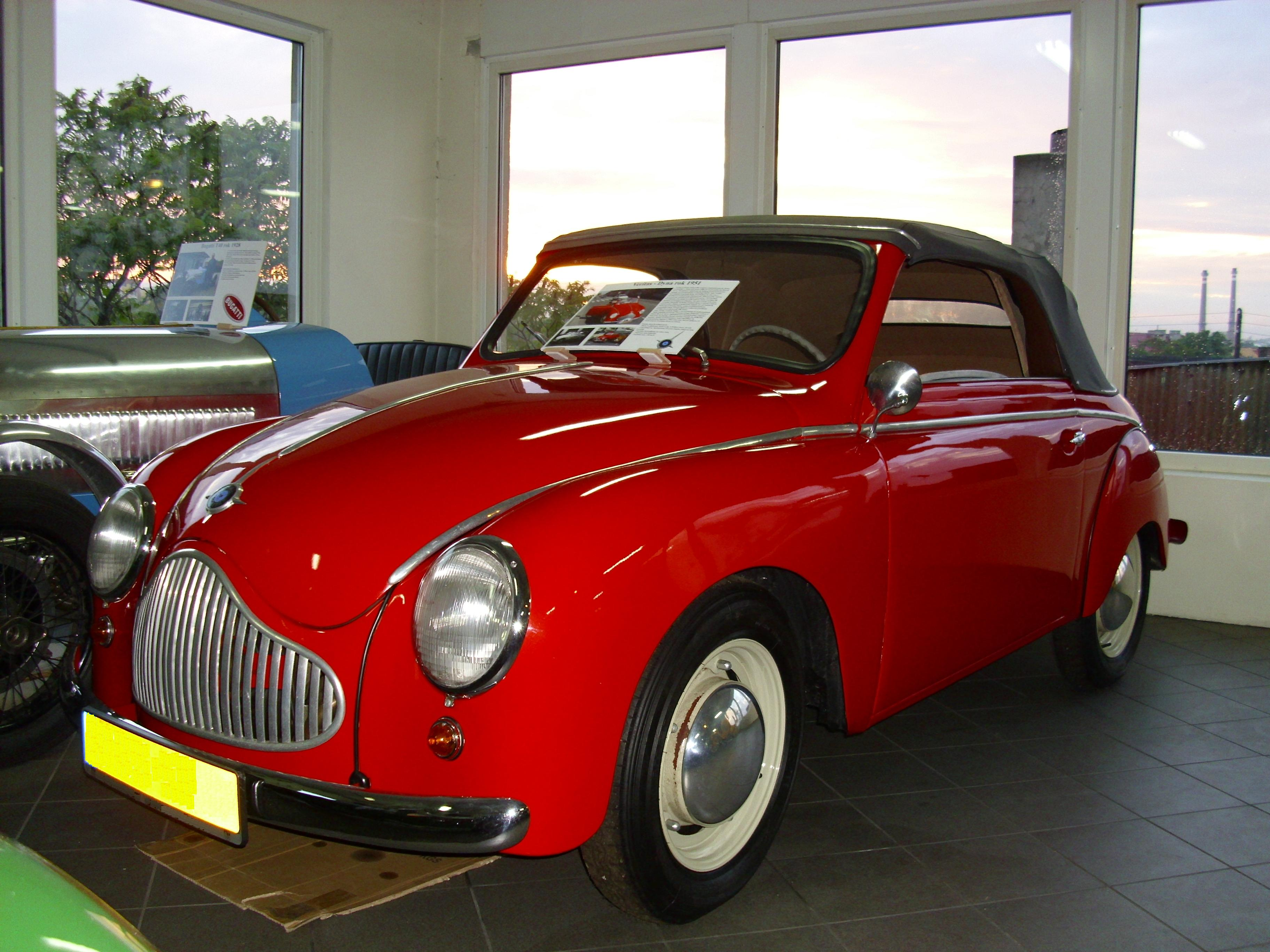
Veritas Dyna
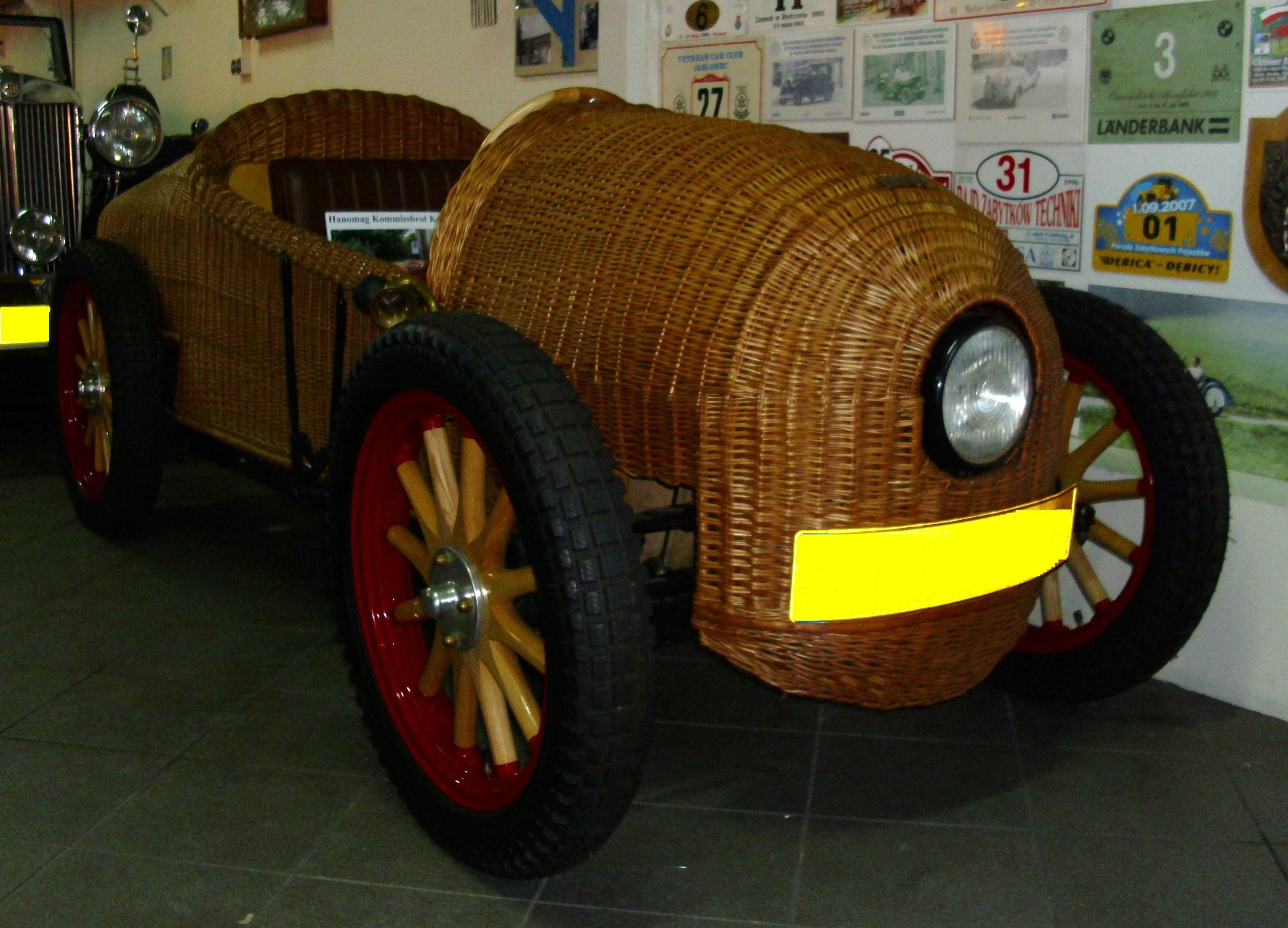
Hanomag Kommissbrot Korbwagen